# Sam Newfield
Sam Newfield est un réalisateur, scénariste et producteur américain né le 6 décembre 1899 à New York, État de New York (États-Unis), et mort le 10 novembre 1964 à Los Angeles (États-Unis). Il est resté notoire pour avoir dirigé à une fréquence frénétique (souvent quatre films par an) autour de 250 longs métrages, soit le nombre le plus important de productions accordé à un cinéaste américain.

## Biographie
Son frère, Sigmund Neufeld, fut le producteur d'une partie de ses films.

## Filmographie

### Comme réalisateur

#### Années 1920
- 1926 : Which Is Which?
- 1926 : Please Excuse Me
- 1926 : Jane's Engagement Party
- 1926 : Jane's Predicament
- 1927 : What's Your Hurry?
- 1927 : Ask Dad
- 1927 : All Wet
- 1927 : Auntie's Ante
- 1927 : A Gym Dandy
- 1927 : Jane's Sleuth
- 1927 : My Mistake
- 1927 : What an Excuse
- 1927 : On Furlough
- 1927 : Rushing Business
- 1927 : The Disordered Orderly
- 1927 : On Deck
- 1928 : High Flyin' George
- 1928 : Man of Letters
- 1928 : George's False Alarm
- 1928 : Watch, George!
- 1928 : When George Hops
- 1928 : Sailor George
- 1928 : George's School Daze
- 1928 : Buster Minds the Baby
- 1928 : George Meets George
- 1928 : Big Game George
- 1928 : Good Scout Buster
- 1928 : Busting Buster
- 1928 : She's My Girl
- 1928 : Halfback Buster
- 1928 : Buster Trims Up
- 1928 : Teacher's Pest
- 1928 : The Newlyweds' Visit
- 1928 : Watch the Birdie
- 1929 : Have Patience
- 1929 : Out at Home
- 1929 : Delivering the Goods
- 1929 : Take Your Pick
- 1929 : She's a Pippin
- 1929 : Tige's Girl Friend
- 1929 : This Way Please
- 1929 : Magic
- 1929 : Chaperons
- 1929 : Buster's Spooks
- 1929 : Buster's Choice
- 1929 : Stop Barking
- 1929 : Night Owls
- 1929 : Too Many Women

#### Années 1930
- 1930 : French Leave (en)
- 1929 : All Wet
- 1929 : Her Bashful Beau
- 1929 : Sid's Long Count
- 1929 : The Beauty Parade
- 1929 : Peek-A-Boo
- 1929 : Fellow Students
- 1929 : She's a He
- 1933 : Reform Girl (en)
- 1933 : The Important Witness (en)
- 1933 : Big Time or Bust (en)
- 1933 : Under Secret Orders (en)
- 1934 : Marrying Widows (en)
- 1934 : Beggar's Holiday (en)
- 1934 : Undercover Men (en)
- 1935 : Thoroughbred
- 1935 : Northern Frontier
- 1935 : Code of the Mounted
- 1935 : Branded a Coward (en)
- 1935 : Trails of the Wild (en)
- 1935 : Racing Luck (en)
- 1935 : You Can Be Had
- 1935 : Bulldog Courage (en)
- 1936 : Roarin' Guns (en)
- 1936 : Border Caballero (en)
- 1936 : Federal Agent (en)
- 1936 : Lightnin' Bill Carson (en)
- 1936 : Burning Gold (en)
- 1936 : Aces and Eights (en)
- 1936 : Go-get-'em Haines (en)
- 1936 : The Lion's Den (en)
- 1936 : Ghost Patrol (en)
- 1936 : The Traitor (en)
- 1936 : Timber War (en)
- 1936 : Roarin' Lead (en)
- 1936 : Stormy Trails (en)
- 1937 : The Gambling Terror (en)
- 1937 : Lightnin' Crandall (en)
- 1937 : Trail of Vengeance (en)
- 1937 : Melody of the Plains
- 1937 : Bar-Z Bad Men (en)
- 1937 : Guns in the Dark (en)
- 1937 : Gun Lords of Stirrup Basin (en)
- 1937 : A Lawman Is Born (en)
- 1937 : Doomed at Sundown (en)
- 1937 : Boothill Brigade (en)
- 1937 : Ridin' the Lone Trail (en)
- 1937 : Arizona Gunfighter (en)
- 1937 : Moonlight on the Range (en)
- 1937 : The Fighting Deputy (en)
- 1937 : The Colorado Kid (en)
- 1937 : Harlem on the Prairie
- 1938 : Crashing Through Danger (en)
- 1938 : Paroled - To Die (en)
- 1938 : The Rangers' Round-Up (en)
- 1938 : Thunder in the Desert (en)
- 1938 : Knight of the Plains (en)
- 1938 : Songs and Bullets (en)
- 1938 : Code of the Rangers (en)
- 1938 : The Feud Maker (en)
- 1938 : Phantom Ranger (en)
- 1938 : Gunsmoke Trail (en)
- 1938 : Desert Patrol (en)
- 1938 : Durango Valley Raiders (en)
- 1938 : Frontier Scout (en)
- 1938 : Lightning Carson Rides Again (en)
- 1938 : Six Gun Trail (en)
- 1938 : The Terror of Tiny Town
- 1939 : Trigger Pals (en)
- 1939 : Six-Gun Rhythm (en)
- 1939 : Code of the Cactus (en)
- 1939 : Texas Wildcats (en)
- 1939 : Outlaws' Paradise (en)
- 1939 : Straight Shooter
- 1939 : Fighting Renegade (en)
- 1939 : Hitler - Beast of Berlin (en)
- 1939 : Flaming Lead (en)
- 1939 : Trigger Fingers (en)
- 1939 : Fighting Mad (en)
- 1939 : The Invisible Killer (en)
- 1939 : Death Rides the Range (en)

#### Années 1940
- 1940 : Les Renégats du Texas (en) (Texas Renegades)
- 1940 : The Sagebrush Family Trails West (en)
- 1940 : Secrets of a Model (en)
- 1940 : I Take This Oath (en)
- 1940 : Frontier Crusader (en)
- 1940 : Hold That Woman! (en)
- 1940 : Billy the Kid Outlawed (en)
- 1940 : Gun Code (en)
- 1940 : Marked Men
- 1940 : Arizona Gang Busters (en)
- 1940 : Am I Guilty? (en)
- 1940 : Billy the Kid in Texas (en)
- 1940 : Riders of Black Mountain (en)
- 1940 : Billy the Kid's Gun Justice (en)
- 1941 : The Lone Rider Rides On (en)
- 1941 : Billy the Kid's Range War (en)
- 1941 : Outlaws of the Rio Grande (en)
- 1941 : The Lone Rider Crosses the Rio (en)
- 1941 : Billy the Kid's Fighting Pals (en)
- 1941 : The Lone Rider in Ghost Town (en)
- 1941 : Billy the Kid in Santa Fe (en)
- 1941 : The Texas Marshal (en)
- 1941 : The Lone Rider in Frontier Fury (en)
- 1941 : The Lone Rider Ambushed (en)
- 1941 : Billy the Kid Wanted (en)
- 1941 : The Lone Rider Fights Back (en)
- 1941 : Billy the Kid's Round-up (en)
- 1942 : Texas Manhunt (en)
- 1942 : The Lone Rider and the Bandit (en)
- 1942 : Raiders of the West (en)
- 1942 : Billy the Kid Trapped (en)
- 1942 : The Lone Rider in Cheyenne (en)
- 1942 : Rolling Down the Great Divide (en)
- 1942 : Billy the Kid's Smoking Guns (en)
- 1942 : The Mad Monster (en)
- 1942 : The Lone Rider in Texas Justice (en)
- 1942 : Tumbleweed Trail
- 1942 : Jungle Siren (en)
- 1942 : Law and Order
- 1942 : Sheriff of Sage Valley (en)
- 1942 : Prairie Pals (en)
- 1942 : Border Roundup (en)
- 1942 : Along the Sundown Trail (en)
- 1942 : La Diligence survivra (en) (Overland Stagecoach)
- 1942 : The Mysterious Rider (en)
- 1942 : La Dame de Broadway (en) (Queen of Broadway)
- 1942 : Outlaws of Boulder Pass (en)
- 1943 : The Kid Rides Again (en)
- 1943 : Créature du diable (Dead Men Walk)
- 1943 : Wild Horse Rustlers (en)
- 1943 : Fugitive of the Plains (en)
- 1943 : Death Rides the Plains (en)
- 1943 : Western Cyclone (en)
- 1943 : Le Corbeau noir (en) (The Black Raven)
- 1943 : Wolves of the Range (en)
- 1943 : Panique au Far-West (en) (Cattle Stampede)
- 1943 : Danger! Women at Work (en)
- 1943 : The Renegade
- 1943 : Blazing Frontier (en)
- 1943 : Le Mystère de la jungle (Tiger Fangs)
- 1943 : Raiders of Red Gap (en)
- 1943 : Devil Riders (en)
- 1943 : Le Chant de la récolte (en) (Harvest Melody)
- 1944 : Thundering Gun Slingers (en)
- 1944 : Nabonga (en)
- 1944 : Frontier Outlaws (en)
- 1944 : Le Créateur de monstres (en) (The Monster Maker)
- 1944 : Valley of Vengeance (en)
- 1944 : The Contender
- 1944 : The Drifter (en)
- 1944 : Fuzzy Settles Down (en)
- 1944 : Swing Hostess (en)
- 1944 : Wild Horse Phantom (en)
- 1944 : I Accuse My Parents (en)
- 1944 : Oath of Vengeance (en)
- 1945 : Lightning Raiders (en)
- 1945 : His Brother's Ghost (en)
- 1945 : The Kid Sister (en)
- 1945 : Shadows of Death (en)
- 1945 : The Lady Confesses
- 1945 : The Gangster's Den (en)
- 1945 : Stagecoach Outlaws (en)
- 1945 : Rustler's Hideout (en)
- 1945 : Apology for Murder
- 1945 : White Pongo (en)
- 1945 : Les Voleurs de la frontière (en) (Border Badmen)
- 1945 : Fighting Bill Carson (en)
- 1945 : Prairie Rustlers (en)
- 1946 : Mantan Messes Up (en)
- 1946 : Fight That Ghost (en)
- 1946 : House-Rent Party (en)
- 1946 : Le trésor des Aztèques (en) (The Flying Serpent)
- 1946 : Murder Is My Business
- 1946 : Gentlemen with Guns (en)
- 1946 : Terrors on Horseback (en)
- 1946 : Larceny in Her Heart
- 1946 : Ghost of Hidden Valley (en)
- 1946 : Prairie Badmen (en)
- 1946 : Queen of Burlesque
- 1946 : Blonde for a Day
- 1946 : Overland Riders (en)
- 1946 : Outlaws of the Plains (en)
- 1946 : Gas House Kids (en)
- 1946 : Lady Chaser (en)
- 1947 : Three on a Ticket
- 1947 : L'Île aux serpents (Adventure Island)
- 1947 : Jungle Flight (en)
- 1947 : The Sea Hound (en)
- 1948 : Une femme opprimée (Money Madness)
- 1948 : The Counterfeiters (en)
- 1948 : Lady at Midnight (en)
- 1948 : Miraculous Journey (en)
- 1948 : The Strange Mrs. Crane (en)
- 1949 : Plaisirs interdits (She Shoulda Said No!)
- 1949 : State Department: File 649 (en)

#### Années 1950
- 1950 : Radar Secret Service (en)
- 1950 : Western Pacific Agent (en)
- 1950 : Motor Patrol (en)
- 1950 : Hi-Jacked (en)
- 1951 : Three Desperate Men (en)
- 1951 : Fingerprints Don't Lie (en)
- 1951 : Mask of the Dragon (en)
- 1951 : Skipalong Rosenbloom (en)
- 1951 : Lost Continent
- 1951 : Leave It to the Marines (en)
- 1951 : Sky High (en)
- 1952 : Femmes hors-la-loi (Outlaw Women)
- 1952 : Lady in the Fog
- 1955 : Captain Gallant of the Foreign Legion (en) (série TV)
- 1955 : Thunder Over Sangoland (en)
- 1955 : Last of the Desperados (en)
- 1956 : The Wild Dakotas (en)
- 1956 : The Three Outlaws (en)
- 1956 : Frontier Gambler
- 1957 : The Pathfinder and the Mohican
- [1957 : Along the Mohawk Trail
- 1958 : Flaming Frontier (en)
- 1958 : Wolf Dog (en)

#### Années 1960
- 1964 : The Long Rifle and the Tomahawk

### Comme scénariste
- 1932 : Oh! My Operation
- 1934 : Just We Two
- 1934 : Picnic Perils
- 1952 : The Gambler and the Lady (en)

### Comme producteur
- 1939 : Six-Gun Rhythm (en)
- 1956 : The Wild Dakotas (en)
- 1958 : Flaming Frontier (en)
- 1958 : Wolf Dog (en)

## Galerie

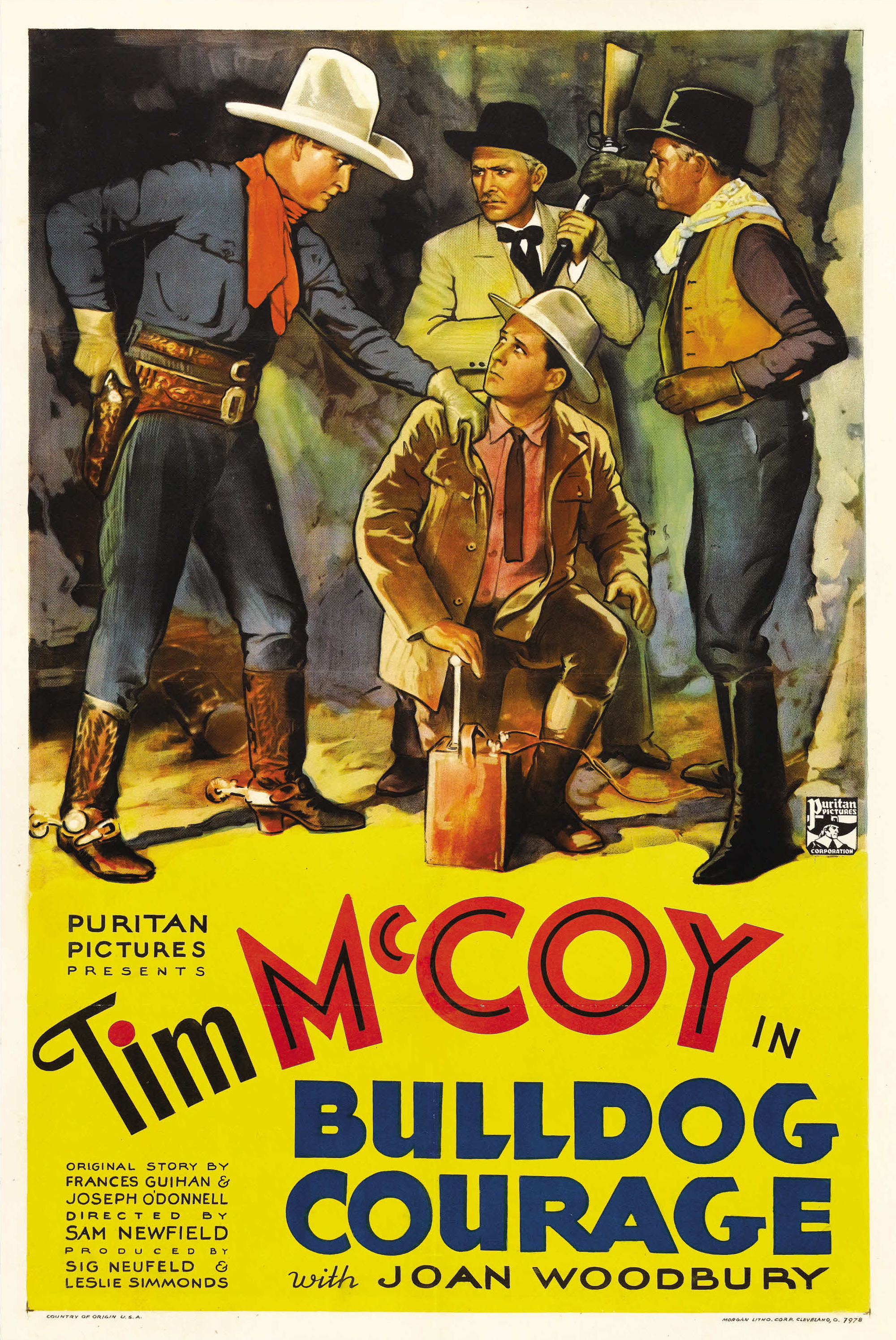
Affiched de Bulldog-Courage (1935)
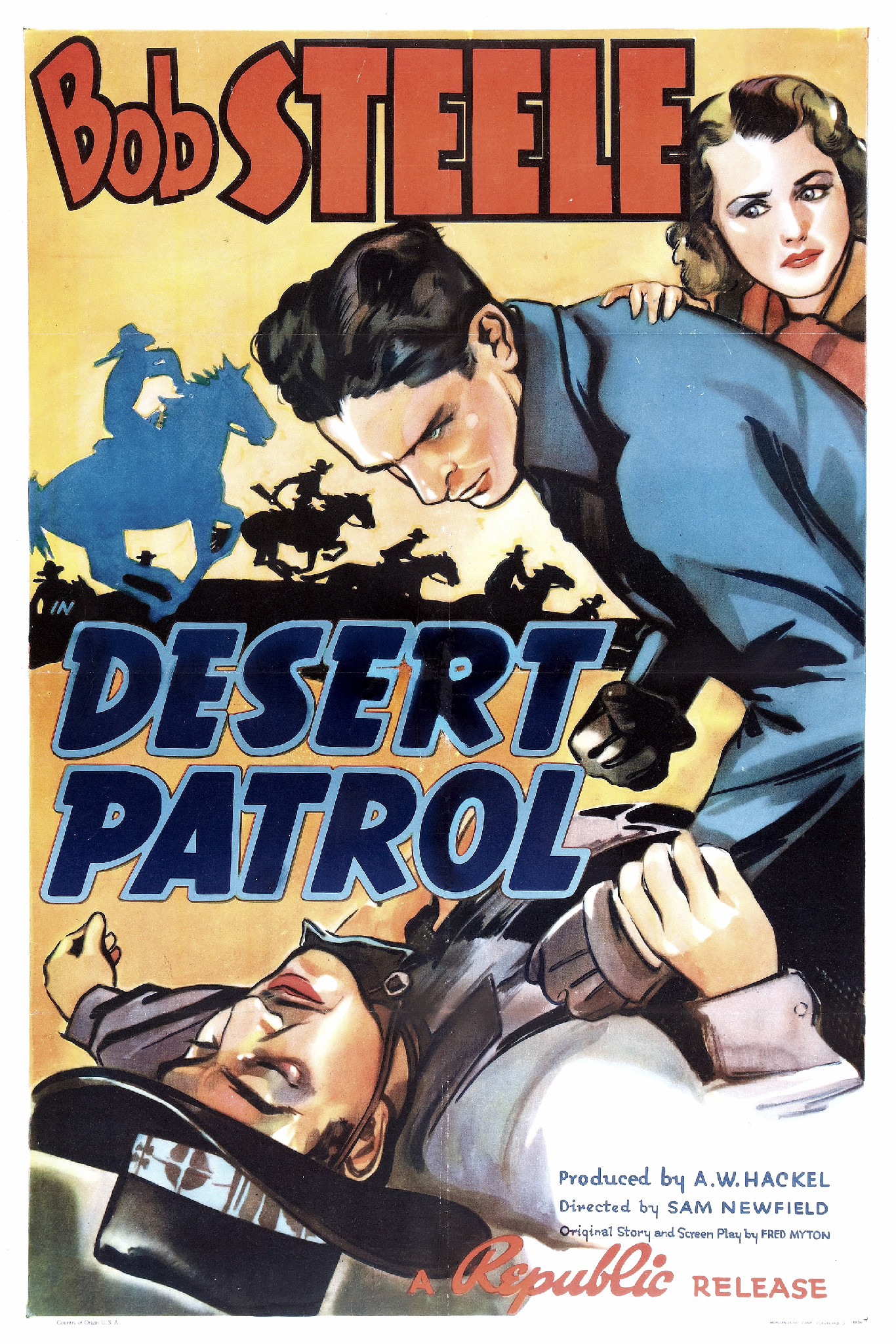
Affiche de Desert Patrol (1938)
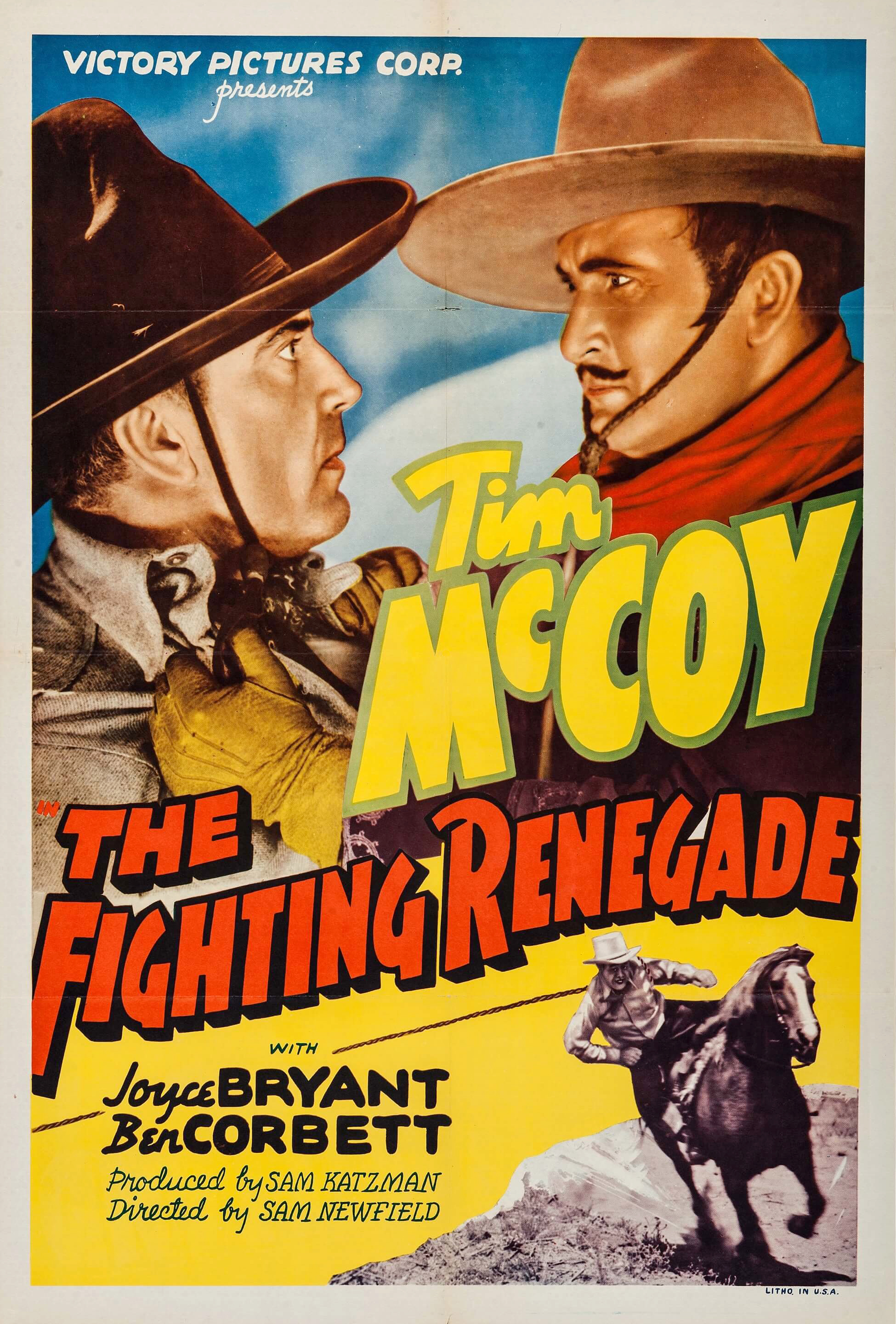
Affiche de The Fighting Renegade (1939)
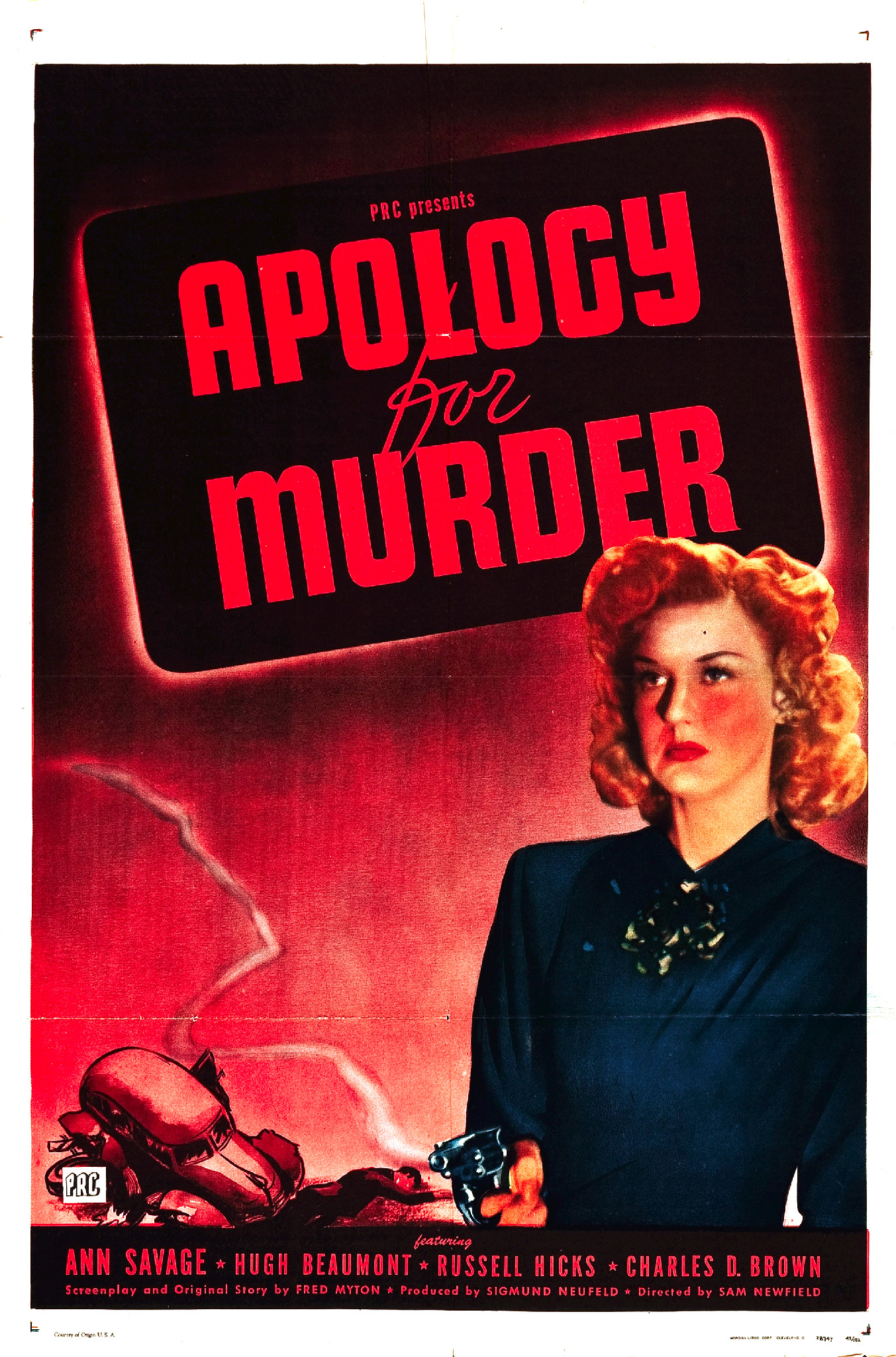
Apology for Murder (1945)